# Естонія на літніх Олімпійських іграх 2024
Естонію на літніх Олімпійських іграх 2024 представляли двадцять чотири спортсменів в тринадцятьох видах спорту.